# Ion plomb
L'ion plomb Pb2+ est l'ion (cation) résultant de la perte de deux électrons pour chaque atome de plomb.
Le plomb donne deux ions Pb2+ et Pb4+
Le rayon ionique de l'ion plomb est de 1,20 Å.
L'ion plomb forme des précipités dans l'eau avec les halogénures, les sulfures, les hydroxydes et les chromates.